# ヒューバート・サムリン
ヒューバート・サムリン（Hubert Sumlin、1931年11月16日 - 2011年12月4日）は、アメリカ合衆国のブルース・ギタリスト、シンガー。ハウリン・ウルフのバンドで活躍したことで知られる。個性的なギター・プレイは、ウルフのサウンドに欠かせない存在となった。

## 略歴
米国ミシシッピ州グリーンウッド出身でアーカンソー州のウェストメンフィス郊外の町ヒューズで育った彼は、1954年にシカゴに移住。ハウリン・ウルフの初代ギタリストウィリー・ジョンソンの後任として彼のバンドに加入する。以後、ウルフが1976年に他界するまで、20年以上の長きに渡り彼の相棒を務めた。ウルフの主要なレコーディングで彼の自由奔放なプレイを聴くことができる。特に"Hidden Charms"、"Love Me Darling"あたりのプレイは彼らしい勢いにあふれている。
ウルフ亡き後はソロに転じ、ヴォーカルも取るようになった。ソロ作はブラックトップ、ブラインド・ピッグ、トーンクールなどからリリースされている。
来日公演は、1998年（モントルー・ジャズ・フェスティバル・イン・ジャパンでシカゴ・ブルース・オールスターズの一員として）、2001年（ジャパン・ブルース・カーニバル)と2度行っている。
2003年、ローリング・ストーン誌の同年8月号カバーストーリー「ローリング・ストーンの選ぶ歴史上最も偉大な100人のギタリスト」において2003年は第65位、2011年の改訂版では第43位に選ばれている。
2011年12月4日、アメリカ合衆国ニュージャージー州ウェインの病院にて、心臓発作のために亡くなった。80歳没。

## ディスコグラフィー
- 1987年 Hubert Sumlin's Blues Party (Black Top)
- 1989年 Heart & Soul (Blind Pig)
- 1990年 Healing Feeling (Black Top)
- 1994年 Blues Guitar Boss (JSP)
- 1998年 I Know You (APO)
- 1998年 Chicago Blues Session, Vol. 22  (Wolf) ※ビリー・ブランチとの競演
- 1998年 Wake Up Call (Blues Planet)
- 1998年 Legends (Telarc) ※パイントップ・パーキンズとの競演
- 2004年 About Them Shoes (Tone Cool)